# Costanza di Francia
Costanza di Francia (1078 circa – 14 settembre 1125) fu reggente del Principato di Taranto e del principato di Antiochia.

## Origine
Costanza , secondo la Historia Regum Francorum Monasterii Sancti Dionysii, era figlia del quarto re di Francia della Dinastia Capetingia, il re di Francia, Filippo I e di Berta d'Olanda, citata come sorella (sorellastra) di Roberto II di Fiandra, quindi era figlia di Gertrude Billung e del suo primo marito il conte d'Olanda, Fiorenzo I, mentre Roberto II di Fiandra era figlio di Gertrude Billung e del suo secondo marito, Roberto di Fiandra.
Filippo I di Francia era il figlio del terzo re di Francia della Dinastia Capetingia, il re di Francia Enrico I (1008-1060) e dalla principessa Anna di Kiev (1024 - 5 settembre 1075), figlia di Jaroslav I il Saggio sovrano della Rus' di Kiev e di Ingegerd Olofsdotter di Svezia.

## Biografia

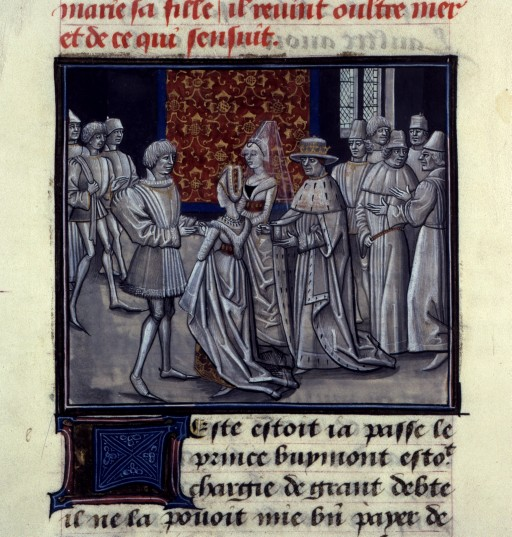
Matrimonio delle figlie di Filippo I;
Guglielmo di Tiro, Historia, miniatura del XV secolo

Sua madre fu ripudiata da suo padre per Bertrada di Montfort, il che causò seri contrasti con la Chiesa, che più volte colpì con l'interdetto il regno di Francia.
Costanza sposò nel 1093 Ugo I di Blois, Conte di Troyes, ma a Soissons il 25 dicembre 1104 ottenne l'annullamento del matrimonio, per consanguineità; secondo la Chronica Albrici Monachi Trium Fontium, Ugo I di Champagne aveva poi sposato, in seconde nozze, Isabella di Mâcon, citata come sorella di Rinaldo e Guglielmo (Elizabeth sororem comitis Raynaldi de Burgundia et comitis Guilelmi de Ultrasagonnam), da cui ebbe un figlio, Oddone de Champlitte (ca. 1123 - dopo il 1187), che Ugo non riconobbe come suo, in quanto, sempre secondo la Chronica Albrici Monachi Trium Fontium, Ugo non poteva avere figli, per cui era figlio di qualcun altro e scacciò dalla sua contea sia la madre che il figlio.
Dopo il divorzio Costanza si ritirò per qualche anno presso la cognata di Ugo, la contessa Adele d'Inghilterra, rimasta vedova di Stefano II di Blois. Poi nel 1106 sposò a Chartres Boemondo I d'Antiochia, principe di Taranto e di Antiochia, che veniva alla corte del re di Francia con la richiesta di un sostegno militare per la guerra in Terra Santa e la difesa del suo Principato.
Di questo matrimonio Sugerio di Saint-Denis scrisse:
Fu probabilmente la stessa contessa Adele di Blois a darsi da fare per l'unione degli sposi: le feste nuziali si svolsero nella Champagne. Nello stesso tempo Boemondo concordò il matrimonio di suo cugino Tancredi (che reggeva in sua vece il principato di Antiochia) con Cecilia, sorellastra di Costanza, come ci narra l'arcivescovo della città di Tiro, nell'odierno Libano, Guglielmo.

### Principessa di Taranto
Costanza, come ci informa lo storico, britannico, noto medievalista e bizantinista, Steven Runciman, nel suo A History of the Crusades: Volume 2, The Kingdom of Jerusalem and the Frankish East si recò col marito in Puglia e qui nel 1107 nacque il loro primogenito Boemondo.
Alla morte del marito Boemondo I (1111), come ci conferma lo storico tedesco, cittadino italiano, Hubert Houben, Costanza prese la reggenza dei Principati per il figlio minorenne Boemondo II. Si stabilì definitivamente a Taranto, preferendola alla turbolenta Bari. Presto, essendo morto anche il fratellastro del marito Ruggero Borsa, duca di Puglia, ella, rivendicando il titolo di regina in quanto figlia di un sovrano, manifestò le stesse ambizioni espansionistiche del marito e rivolse i suoi interessi ai territori del Ducato di Puglia nelle mani del giovanissimo e inetto Guglielmo II di Puglia.
Ottenne l'appoggio di Tancredi di Conversano, signore di Brindisi e Nardò, per proteggere i suoi territori e per occuparne di nuovi. Tancredi fu beneficiato di un quartiere di Bari, ma i baresi si ribellano a questo stato di cose e catturano Sichelgaita di Conversano, madre di Tancredi. La rivolta dei baresi fu sedata dall'arrivo dei fratelli Alessandro e Roberto di Conversano che liberarono la madre ma si posero in aperto contrasto con Costanza.
Nel frattempo la rivolta dei baroni diveniva incontrollata: Roberto I di Capua e forse altri si dichiararono vassalli dell'imperatore Enrico V. A Bari al comando degli insorti si pose l'arcivescovo Risone; nel 1115 interveniva il papa Pasquale II che costringeva le parti avverse ad una tregua Dei di tre anni. Ma l'accordo non venne rispettato e nel 1116 il cronista Romualdo registra uno scontro armato tra i fratelli Tancredi di Conversano, fedele a Costanza, e Alessandro di Conversano che ne uscì vincitore, potendo così fregiarsi del titolo di conte di Matera oltre a quello di conte di Conversano da poco acquisito per la morte del fratello maggiore Roberto.
Nei disordini che seguirono all'assassinio dell'arcivescovo Risone da parte di Argirizzo, ne approfittò Grimoaldo Alferanite che si proclamò principe di Bari. Costanza si rifugiò a Giovinazzo ma nel 1119 fu catturata e imprigionata da Grimolado, come ci conferma il Romoaldi Annales. Venne infine rilasciata nel 1120 grazie all'intervento di papa Callisto II e di Ruggero II, che alla fine avrebbe avuto la meglio sul cugino Guglielmo e su tutti i baroni dell'Italia meridionale, come ci confermano gli Annales Ceccanenses. Costanza infatti rinunciava ai suoi domini in favore del futuro re di Sicilia. Il giovane Boemondo II rinunciò a rivendicare i propri diritti nei confronti dello zio Ruggero e, dopo la morte della madre, lasciò definitivamente Taranto per occuparsi del principato di Antiochia dove si trasferì fino alla morte.
Costanza risulta morta da poco agli inizi del 1126; il necrologio della Chronica monasterii Casinensis riporta la sua morte alla data del 14 settembre, per cui si deduce che morì il 14 settembre 1125.

## Ascendenza
|                      |                        |                          | Genitori                      |  |  | Nonni |  |  | Bisnonni              |  |  | Trisnonni  |  |
|                      |                        |                          |                               |  |  |       |  |  | Roberto II di Francia |  |  | Ugo Capeto |  |
|                      |                        |                          |                               |  |  |       |  |  | Roberto II di Francia |  |  | Ugo Capeto |  |
|                      |                        | Adelaide d'Aquitania     |                               |  |  |       |  |  | Roberto II di Francia |  |  |            |  |
| Enrico I di Francia  |                        |                          |                               |  |  |       |  |  | Roberto II di Francia |  |  |            |  |
|                      |                        | Costanza d'Arles         | Guglielmo I di Provenza       |  |  |       |  |  |                       |  |  |            |  |
|                      |                        | Costanza d'Arles         | Guglielmo I di Provenza       |  |  |       |  |  |                       |  |  |            |  |
|                      |                        | Costanza d'Arles         | Adelaide d'Angiò              |  |  |       |  |  |                       |  |  |            |  |
| Filippo I di Francia |                        | Costanza d'Arles         |                               |  |  |       |  |  |                       |  |  |            |  |
|                      |                        | Jaroslav I di Kiev       | Vladimir I di Kiev            |  |  |       |  |  |                       |  |  |            |  |
|                      |                        | Jaroslav I di Kiev       | Vladimir I di Kiev            |  |  |       |  |  |                       |  |  |            |  |
|                      |                        | Jaroslav I di Kiev       | Rogneda di Polack             |  |  |       |  |  |                       |  |  |            |  |
| Anna di Kiev         |                        | Jaroslav I di Kiev       |                               |  |  |       |  |  |                       |  |  |            |  |
|                      |                        | Ingegerd Olofsdotter     | Olof III di Svezia            |  |  |       |  |  |                       |  |  |            |  |
|                      |                        | Ingegerd Olofsdotter     | Olof III di Svezia            |  |  |       |  |  |                       |  |  |            |  |
|                      |                        | Ingegerd Olofsdotter     | Estrid degli Obotriti         |  |  |       |  |  |                       |  |  |            |  |
| Costanza di Francia  |                        | Ingegerd Olofsdotter     |                               |  |  |       |  |  |                       |  |  |            |  |
|                      | Teodorico III d'Olanda | Arnolfo d'Olanda         |                               |  |  |       |  |  |                       |  |  |            |  |
|                      | Teodorico III d'Olanda | Arnolfo d'Olanda         |                               |  |  |       |  |  |                       |  |  |            |  |
|                      | Teodorico III d'Olanda | Liutgarda di Lussemburgo |                               |  |  |       |  |  |                       |  |  |            |  |
| Fiorenzo I d'Olanda  | Teodorico III d'Olanda |                          |                               |  |  |       |  |  |                       |  |  |            |  |
|                      |                        | Otelinda di Sassonia     | Bernardo I di Sassonia (?)    |  |  |       |  |  |                       |  |  |            |  |
|                      |                        | Otelinda di Sassonia     | Bernardo I di Sassonia (?)    |  |  |       |  |  |                       |  |  |            |  |
|                      |                        | Otelinda di Sassonia     | Ildegarda di Stade (?)        |  |  |       |  |  |                       |  |  |            |  |
| Berta d'Olanda       |                        | Otelinda di Sassonia     |                               |  |  |       |  |  |                       |  |  |            |  |
|                      |                        | Bernardo II di Sassonia  | Bernardo I di Sassonia        |  |  |       |  |  |                       |  |  |            |  |
|                      |                        | Bernardo II di Sassonia  | Bernardo I di Sassonia        |  |  |       |  |  |                       |  |  |            |  |
|                      |                        | Bernardo II di Sassonia  | Ildegarda di Stade            |  |  |       |  |  |                       |  |  |            |  |
| Gertrude di Sassonia |                        | Bernardo II di Sassonia  |                               |  |  |       |  |  |                       |  |  |            |  |
|                      |                        | Eilika di Schweinfurt    | Hendrik, conte di Schweinfurt |  |  |       |  |  |                       |  |  |            |  |
|                      |                        | Eilika di Schweinfurt    | Hendrik, conte di Schweinfurt |  |  |       |  |  |                       |  |  |            |  |
|                      |                        | Eilika di Schweinfurt    | Gerberga di Henneburg         |  |  |       |  |  |                       |  |  |            |  |
|                      |                        | Eilika di Schweinfurt    |                               |  |  |       |  |  |                       |  |  |            |  |